# Bogdása
Bogdása is een plaats (község) en gemeente in het Hongaarse comitaat Baranya. Bogdása telt 339 inwoners (2001).